# Euplexaura platystoma
Euplexaura platystoma är en korallart som först beskrevs av Nutting 1910.  Euplexaura platystoma ingår i släktet Euplexaura och familjen Plexauridae. Inga underarter finns listade i Catalogue of Life.